# Phyllotreta exclamationis
Phyllotreta exclamationis är en skalbaggsart som först beskrevs av Carl Peter Thunberg 1784.  Phyllotreta exclamationis ingår i släktet Phyllotreta, och familjen bladbaggar. Enligt den finländska rödlistan är arten sårbar i Finland. Arten är reproducerande i Sverige. Artens livsmiljö är strandängar vid sötvatten.